# Muraltia asparagifolia
Muraltia asparagifolia är en jungfrulinsväxtart som beskrevs av Christian Friedrich Frederik Ecklon och Zeyh.. Muraltia asparagifolia ingår i släktet Muraltia och familjen jungfrulinsväxter. Inga underarter finns listade i Catalogue of Life.